# Hermann Olson
Hermann Olson (5. januar 1893 i Flensborg – 25. august 1958) var en dansk-sydslesvigsk politiker, der i årene 1947 til 1954 sad for Sydslesvigsk Vælgerforening i landdagen i Kiel. 
Olson var ansat hos byens brandvæsen og senere hos Flensborgs konsumforening. Han var medlem af det tyske socialdemokrati og regnedes sammen med Samuel Münchow for den førende repræsentant for den dansksindede arbejderbevægelse i Flensborg under weimarrepublikken. Olson var også med til at genetablere partiet efter 2. verdenskrig, men forlod partiet allerede et år senere i protest mod partiformand Kurt Schumachers anti-danske kurs i grænselandet. I stedet stiftede Olson sammen med andre dansksindede socialdemokrater det socialdemokratiske parti Flensborg, i hvis byrådsgruppe han sad frem til 1954. I årene 1947 til 1954 sad han for Sydslesvigsk Vælgerforening i landdagen i Kiel. Han var også medlem af forbundsforsamlingen, som den 12. september 1949 valgte Theodor Heuss til Tysklands første forbundspræsident. Efter 1954 og til sin død i 1958 var han sekretær for kontaktudvalget hos den tyske forbundsregering for det danske sydslesvigeres anliggender. Hermann Olson var gift og havde fire børn.